# Ali Ahmed
Ali Ahmed (Toronto, Canadá, 10 de octubre de 2000) es un futbolista canadiense. Juega de centrocampista y su equipo es el Vancouver Whitecaps FC de la Major League Soccer.

## Trayectoria
Nacido en Toronto de padres etíopes, comenzó su carrera en las inferiores del Vancouver Whitecaps FC. Tras jugar en el equipo reserva del club, el Whitecaps FC 2 de la MLS Next Pro, en 2022 debutó con el primer equipo de la MLS ese año.

## Selección nacional
Fue citado a la Copa de Oro de la Concacaf 2023.

### Participaciones en Copas América
| Torneo            | Sede           | Resultado     | Partidos | Goles |
| ----------------- | -------------- | ------------- | -------- | ----- |
| Copa América 2024 | Estados Unidos | Cuarto puesto | 3        | 0     |

### Participaciones en Copa Oro de la Concacaf
| Copa                            | Sede                    | Resultado        |
| ------------------------------- | ----------------------- | ---------------- |
| Copa de Oro de la Concacaf 2023 | Estados Unidos · Canadá | Cuartos de final |

## Estadísticas
Actualizado al último partido disputado en la temporada 2024.
| Club                            | Div.          | Temporada     | Liga  | Liga  | Copas nacionales | Copas nacionales | Copas internacionales | Copas internacionales | Total | Total |
| Club                            | Div.          | Temporada     | Part. | Goles | Part.            | Goles            | Part.                 | Goles                 | Part. | Goles |
| ------------------------------- | ------------- | ------------- | ----- | ----- | ---------------- | ---------------- | --------------------- | --------------------- | ----- | ----- |
| Whitecaps FC 2 · Canadá         | 3.ª           | 2022          | 15    | 0     | —                | —                | —                     | —                     | 15    | 0     |
| Whitecaps FC 2 · Canadá         | Total club    | Total club    | 15    | 0     | 0                | 0                | 0                     | 0                     | 15    | 0     |
| Vancouver Whitecaps FC · Canadá | 1.ª           | 2022          | 2     | 0     | 0                | 0                | 0                     | 0                     | 2     | 0     |
| Vancouver Whitecaps FC · Canadá | 1.ª           | 2023          | 24    | 2     | 2                | 1                | 4                     | 0                     | 30    | 3     |
| Vancouver Whitecaps FC · Canadá | 1.ª           | 2024          | 25    | 1     | 4                | 0                | 2                     | 0                     | 31    | 1     |
| Vancouver Whitecaps FC · Canadá | Total club    | Total club    | 51    | 3     | 6                | 1                | 6                     | 0                     | 63    | 4     |
| Total carrera                   | Total carrera | Total carrera | 66    | 3     | 6                | 1                | 6                     | 0                     | 78    | 4     |

## Palmarés

### Títulos nacionales
| Título                          | Club                   | País   | Año  |
| ------------------------------- | ---------------------- | ------ | ---- |
| Campeonato Canadiense de Fútbol | Vancouver Whitecaps FC | Canadá | 2023 |
| Campeonato Canadiense de Fútbol | Vancouver Whitecaps FC | Canadá | 2024 |